# Eleonora van Portugal (1328-1348)

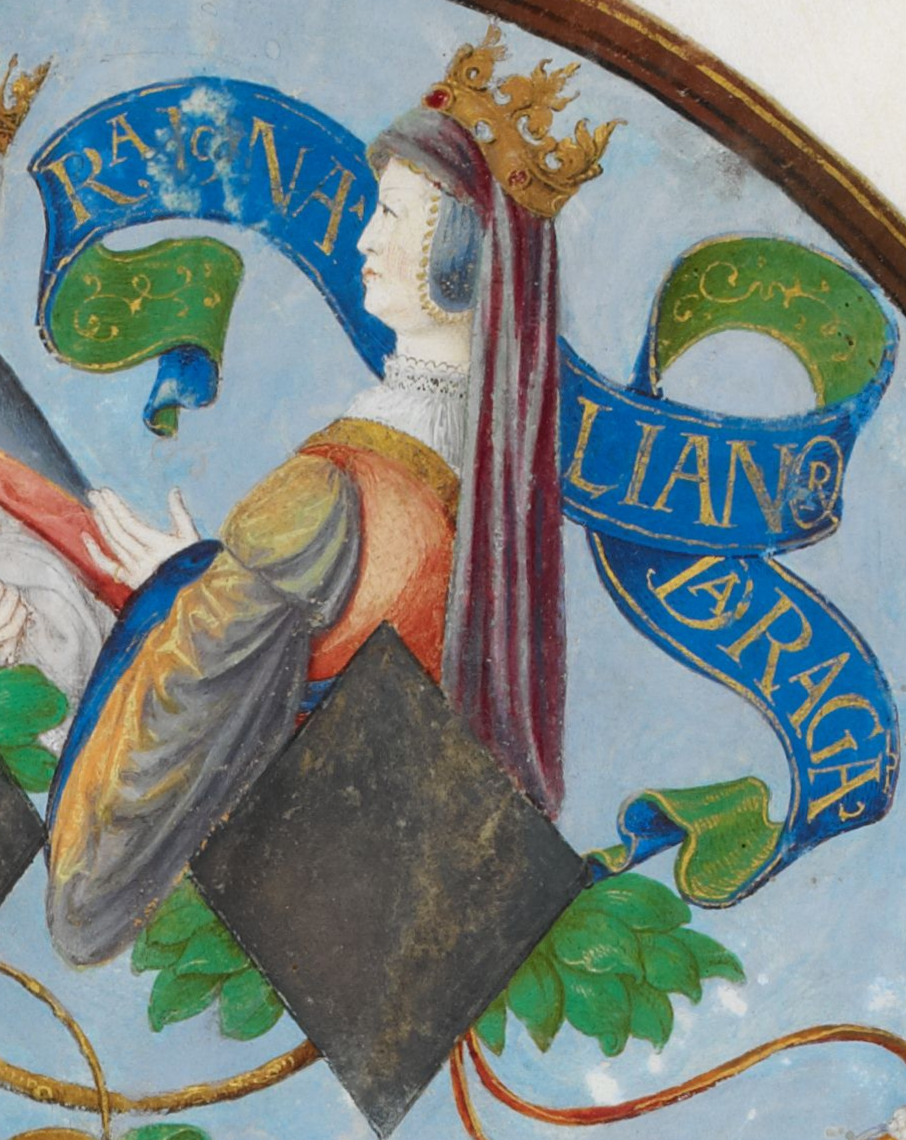
Eleonora van Portugal

Eleonora van Portugal (3 februari 1328 — Jérica, 29 oktober 1348) was een Portugese prinses en koningin van Aragón van 1347 tot 1348.
Eleonora werd geboren als de jongste dochter van Alfons IV van Portugal en Beatrix van Castilië. Ze trouwde op 19 november 1347 met Peter IV van Aragón, en werd daarmee koningin van Aragón.
Hoewel Peter IV een autobiografie schreef maakte hij daarin geen aantekeningen over kinderen met Eleonora. Toch beweren sommige bronnen dat Eleonora in 1348 beviel van een dochter. Een groot deel van de Portugese bevolking stierf in 1348 en 1349 aan de Zwarte Dood. Ook Eleonora was een slachtoffer van deze epidemie. Ze overleed in 1348 op 29 oktober.
Peter IV trouwde daarna nóg tweemaal; in 1349 met Eleonora van Sicilië (1325-1374), dochter van koning Peter II van Sicilië, en
in 1377 met Sybilla de Fortia (1350-1406).

## Voorouders
| Voorouders van Eleonora van Portugal (1328-1348) | Voorouders van Eleonora van Portugal (1328-1348)                       | Voorouders van Eleonora van Portugal (1328-1348)                      | Voorouders van Eleonora van Portugal (1328-1348)                      | Voorouders van Eleonora van Portugal (1328-1348)                      |
| ------------------------------------------------ | ---------------------------------------------------------------------- | --------------------------------------------------------------------- | --------------------------------------------------------------------- | --------------------------------------------------------------------- |
| Overgrootouders                                  | Alfons III van Portugal (1210-1279) ∞ Beatrix van Castilië (1242-1303) | Peter III van Aragón (1239-1285) ∞ Constance van Sicilië (1249-1302)) | Alfons X van Castilië (1221-1284) ∞ Violante van Aragón (1236-1301)   | Alfons van Molina (-) ∞ Mayor Alfonso de Menezes (-)                  |
| Grootouders                                      | Dionysius van Portugal (1261-1325) ∞ Elisabeth van Aragón (1271-1336)  | Dionysius van Portugal (1261-1325) ∞ Elisabeth van Aragón (1271-1336) | Sancho IV van Castilië (1258-1295) ∞ Maria van Molina (1265-1321)     | Sancho IV van Castilië (1258-1295) ∞ Maria van Molina (1265-1321)     |
| Ouders                                           | Alfons IV van Portugal (1291-1357) ∞ Beatrix van Castilië (1293-1359)  | Alfons IV van Portugal (1291-1357) ∞ Beatrix van Castilië (1293-1359) | Alfons IV van Portugal (1291-1357) ∞ Beatrix van Castilië (1293-1359) | Alfons IV van Portugal (1291-1357) ∞ Beatrix van Castilië (1293-1359) |